# Marcus Bateman
Marcus Bateman (Bermudas, 16 de septiembre de 1982) es un deportista británico que compitió en remo. Ganó una medalla de plata en el Campeonato Mundial de Remo de 2010, en la prueba de doble scull.

## Palmarés internacional
| Campeonato Mundial | Campeonato Mundial        | Campeonato Mundial | Campeonato Mundial |
| Año                | Lugar                     | Medalla            | Prueba             |
| ------------------ | ------------------------- | ------------------ | ------------------ |
| 2010               | Cambridge (Nueva Zelanda) | Medalla de plata   | Doble scull        |